# Vieselbach
Vieselbach, Erfurt-Vieselbach – dzielnica miasta Erfurt w Niemczech, w kraju związkowym Turyngia.